# 바나나포카
바나나포카(하와이어: banana pōka, 학명: Passiflora tarminiana 파시플로라 타르미니아나[*])는 시계꽃과의 덩굴식물이다. 원산지는 북아메리카 남부와 중앙아메리카 및 남아메리카 북부이다. 패션프루트와 비슷한 열매를 과일로 먹는다.

## 사진

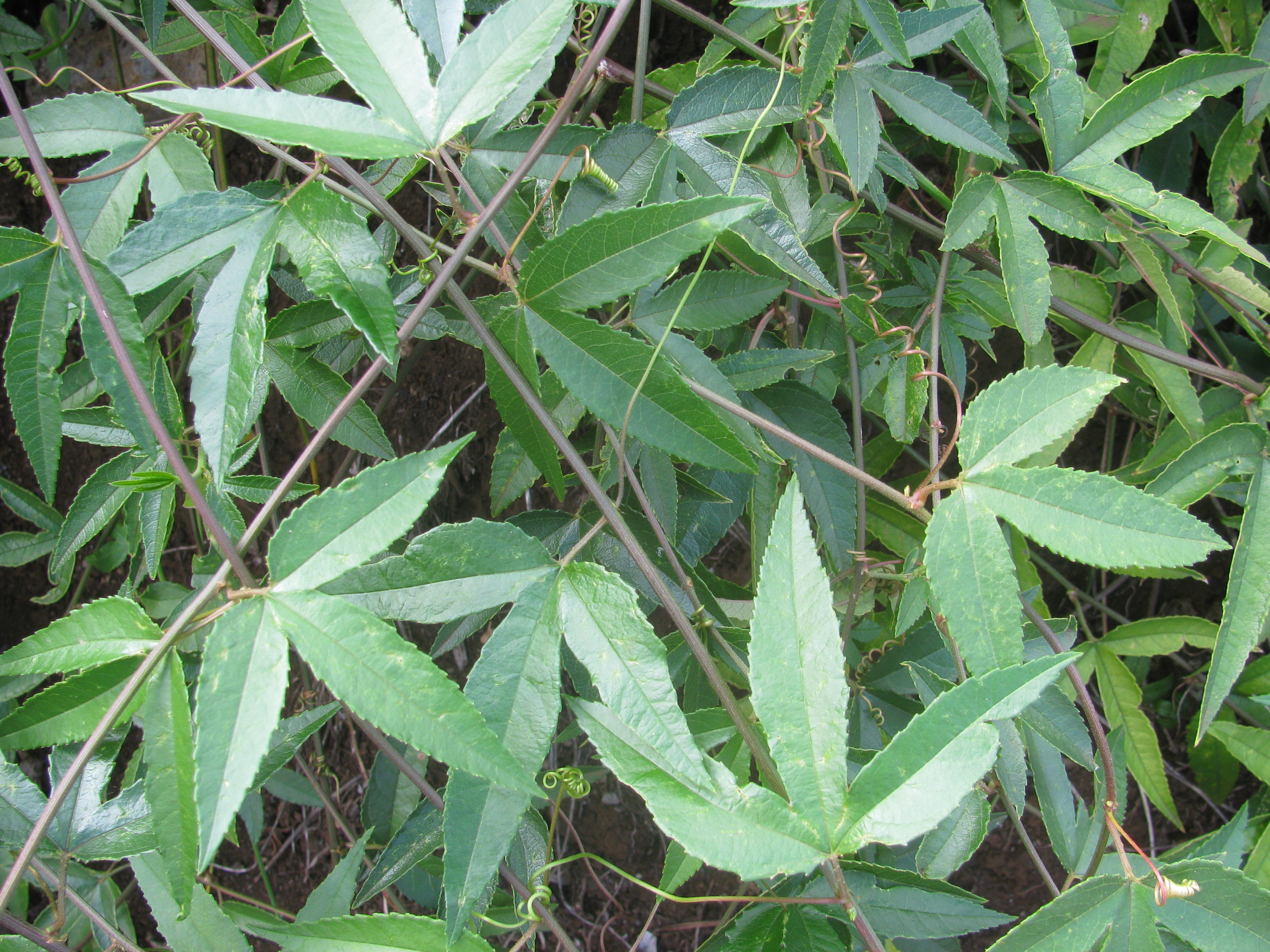
잎
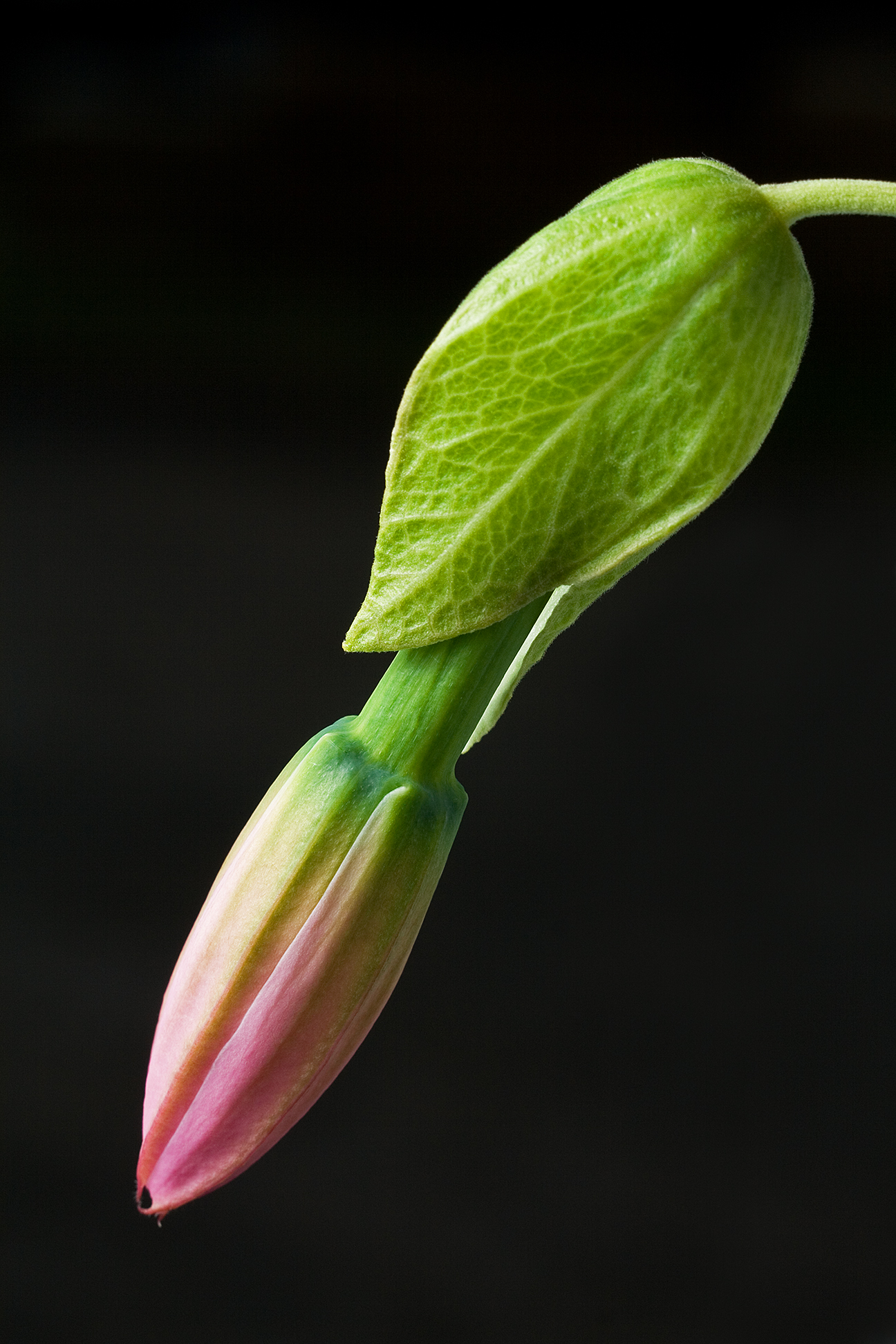
꽃봉오리
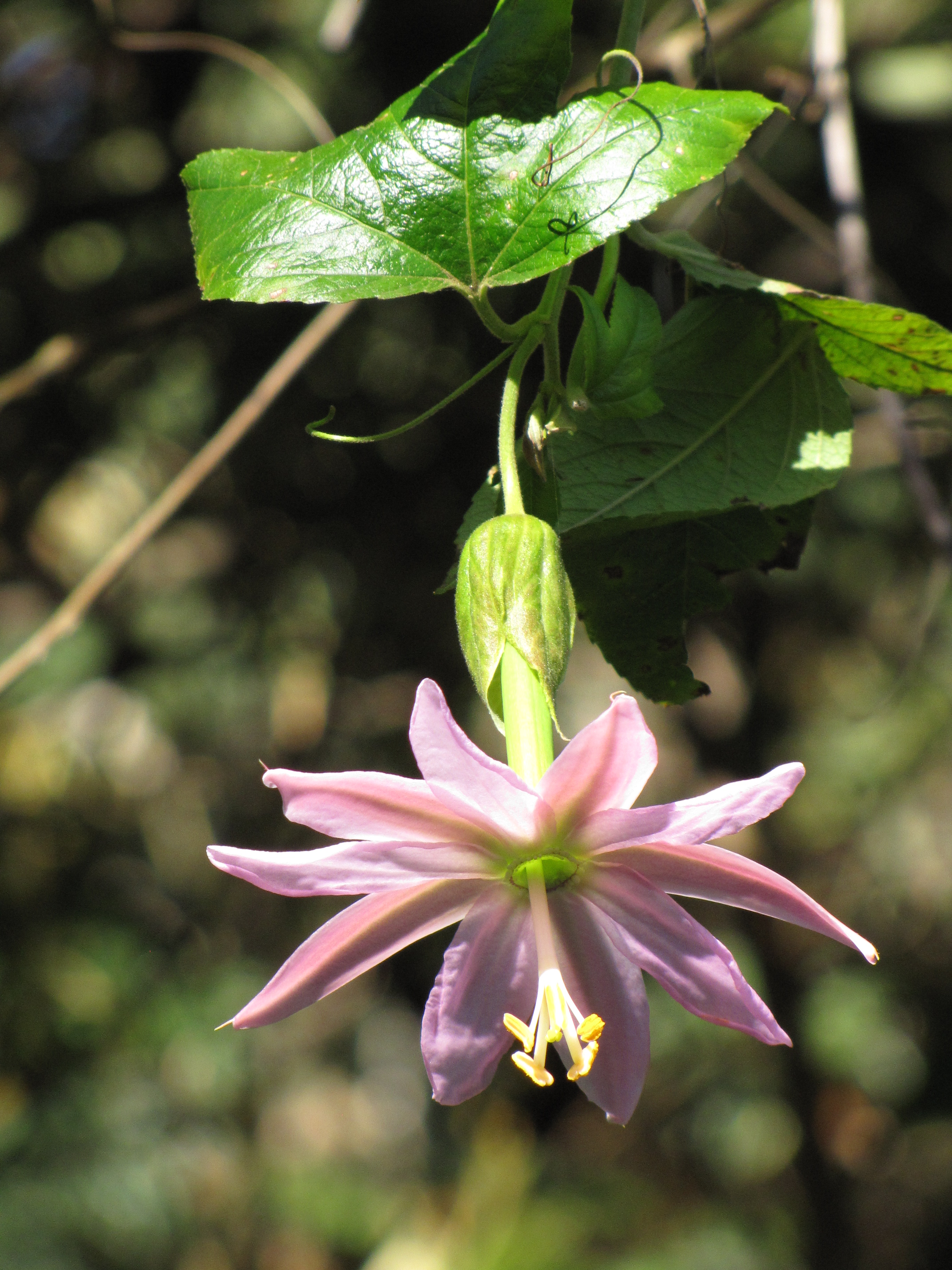
꽃
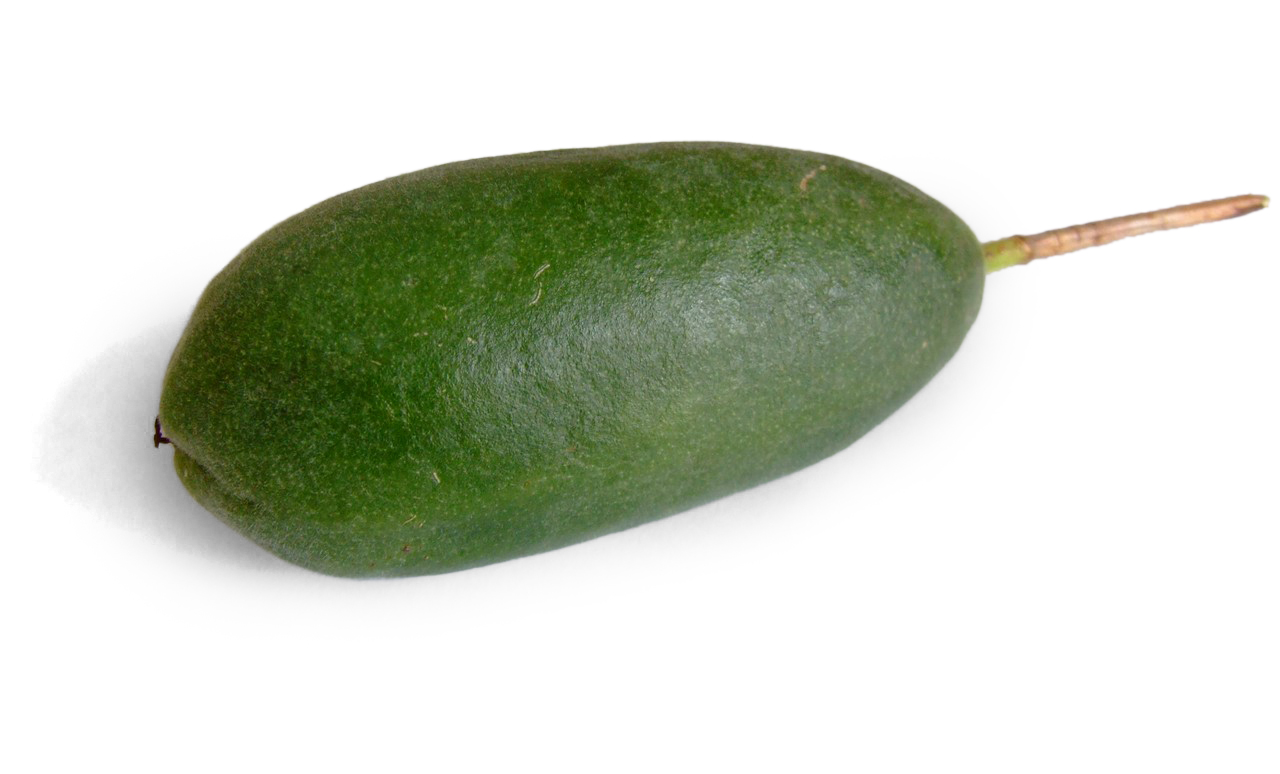
열매
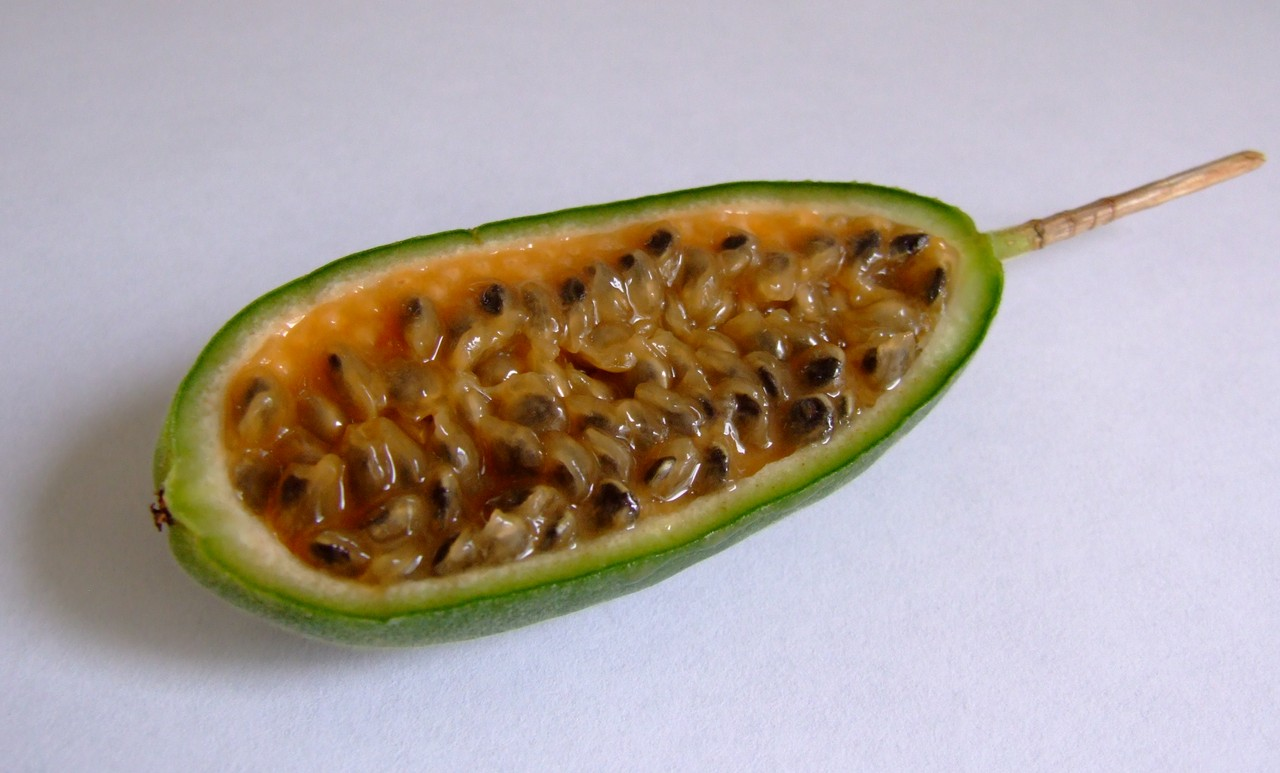
열매 단면